# Balduí V de Jerusalem

Escut d'armes del Regne de Jerusalem.

Balduí V (1177 – 1186) era el fill de Sibil·la de Jerusalem i del seu primer marit, Guillem de Montferrat. Va ser coronat com a rei de Jerusalem juntament amb el seu oncle matern Balduí IV el 1183, i quan aquest va morir, va passar a ser el rei nominal de 1185 a 1186, sota la regència del comte Ramon III de Trípoli.

## Balduí V i les faccions polítiques
Balduí va ser un nen malalt, i en l'època en què va néixer, el regne estava dividit en dues faccions. Una d'aquestes, el “partit cortesà” girava entorn de la família real i estava dirigit per l'àvia materna de Balduí, Agnès de Courtenay, que va ser molt influent durant l'època de l'oncle de Balduí, Balduí IV, que també va estar malalt, de lepra. Agnès comptava amb el suport d'una sèrie de nobles com Reinald de Châtillon, Guiu de Lusignan, Joscelí III d'Edesa i Amalric de Lusignan. També tenia el suport del patriarca Heracli de Jerusalem i els Templaris. L'altra facció, el “partit dels nobles”, estava liderat pel comte Ramon III, que solia recolzar-se en la noblesa “vella” del regne, establerta allí des d'antic, descendents dels croats originals. La important família dels Ibelin estava dividida i així Balduí recolzava a Ramon, però no Balian que finalment va jurar obediència a Guiu de Lusignan.

## Balduí, co-regnant a Jerusalem
Ramon III havia estat regent de Balduí IV, però quan aquest va arribar a la majoria d'edat el 1176, el comte Ramon fou a poc a poc exclòs del poder per la influència d'Agnès. Mentrestant, Agnès va aconseguir que Guiu de Lusignan es casés amb la seva filla Sibil·la, germana de Balduí IV i mare de Balduí V, el 1180. Com Balduí IV estava cada vegada més incapacitat a causa de la seva lepra, Guiu va ser nomenat regent, però els altres nobles es van negar a acceptar-lo com a cap militar. Guiu va haver d'enfrontar-se a Saladí i juntament amb Reinald de Chatillon, van provocar que el cabdill kurd hagués de retirar-se. Possiblement Guiu va dubtar en la seva resposta i no va voler enfrontar-se a ell. El 1183 Balduí IV va deposar Guiu i va intentar sense èxit anul·lar el matrimoni de la seva germana. Va tornar Ramon III i es va convocar la Haute Cour per decidir sobre la successió. El seu hereu legal era la seva germana Sibil·la, però es va decidir que Balduí V heretaria el regne. Balduí V va ser coronat rei mentre encara vivia el seu oncle Balduí IV. Sibil·la i Guiu es van aliar llavors amb Reinald de Chatillon contra Ramon III de Trípoli, que actuava com regent de Balduí V.

## Mort i successió de Balduí
Agnès va morir cap al 1184 i Balduí IV el 1185, deixant a Balduí V com a únic rei, amb Ramon III com a regent. A causa de la crisi successòria, es van buscar suports exteriors a Europa. El patriarca Heracli va arribar a oferir el tron a Felip II de França i a Enric II d'Anglaterra.
El regnat de Balduí V va durar menys d'un any, perquè va morir el 1186. El tron podia ser reivindicat per la seva mare, Sibil·la, o per la seva tia Isabel, l'única supervivent del seu avi Amalric I. La successió seria decidida per un consell en el qual participarien el rei de França, el d'Anglaterra i l'emperador del Sacre Imperi. Però aquest acord sobre la forma de decidir la successió no es va aplicar en la pràctica.

## Conseqüències de la mort de Balduí
Sibil·la i el seu oncle Joscelí III d'Edessa es van fer forts a Jerusalem amb tropes lleials. Sibil·la va ser coronada per Heracli, amb la condició que s'anul·lés el seu matrimoni amb Guiu i es tornés a casar, però el “partit dels nobles” va resultar enganyat, doncs Sibil·la va decidir casar-se de nou amb Guiu. Ramon i els nobles van intentar donar un cop i coronar a Isabel, però els van faltar suports. El regnat de Sibil·la i Guiu va resultar desastrós, el regne gairebé va desaparèixer totalment per les conquestes de Saladí després de la batalla de les Banyes de Hattin el 1187.